# آيت ميمون
آيت ميمون هي قرية ريفية في إقليم الخميسات ضمن جهة الرباط سلا زمور زعير بالمغرب. بلغ مجموع عدد سكان آيت ميمون حسب إحصاءات 2004 حوالي 10236 نسمة يعيشون فيها 1918أسرة.